# 铁破锣
铁破锣（学名：Beesia calthifolia），为毛茛科铁破锣属下的一个植物种。